# 乔治·罗杰斯·克拉克
乔治·罗杰斯·克拉克（英語：George Rogers Clark，1752年11月19日—1818年2月13日），美国测量师、士兵、民兵军官。他生于弗吉尼亚，在美国独立战争期间成为西北边境级别最高的爱国者军官。在独立战争的大部分时间里，他担任肯塔基（当时是弗吉尼亚的一部分）民兵的领袖。他最为著名的战绩是在伊利诺伊战役期间相继攻占卡斯卡斯基亚和万塞讷，从而极大削弱了英国在西北领地的势力。1783年，美国通过《巴黎条约》，从英国手中获得整个西北领地，因此克拉克经常被誉为“老西北的征服者”。
克拉克在三十岁之前取得了他最为主要的军事成就。后来，他率领民兵参加西北印第安战争，但被指控在执行任务时酗酒。尽管他要求对这些指控进行正式调查，但他仍然名誉扫地，因此被迫辞职。随后，他离开肯塔基，迁往印第安纳边境，但他在战争期间的开支从未得到弗吉尼亚州的全额报销。在他生命的最后几十年里，他变得默默无闻，生活日益贫困，同时还要极力躲避债主。他曾两次试图要求西班牙向美国开放密西西比河，但都以失败告终。在经历中风、右腿截肢后，他落下了残疾。在他生命的最后几年，他得到了家人的帮助，包括曾领导刘易斯与克拉克远征的弟弟威廉。1818年2月13日，克拉克因中风逝世。

## 早年生活
1752年11月19日，乔治·罗杰斯·克拉克出生于弗吉尼亚殖民地夏洛茨维尔附近的阿尔伯马尔县。他的父亲约翰·罗杰斯·克拉克（John Rogers Clark）和母亲安·罗杰斯·克拉克（Ann Rogers Clark）都是具有英格兰和苏格兰血统的圣公会教徒，二人共育有10名子女，乔治排行第二。这对夫妇的六个儿子当中，有五个在美国独立战争期间成为军官，而他们最小的儿子威廉由于当时年龄太小，而没有参加战争，但他后来因领导刘易斯与克拉克远征而闻名。1756年，英法北美战争爆发后，他们全家从弗吉尼亚边境搬到了加罗林县，住在一个400英亩（1.6平方公里）的种植园里，后来种植园扩展到2,000多英亩（8.1平方公里）。
克拉克几乎没有受过正规教育。他和祖父住在一起，这样他就能在唐纳德·罗伯逊开设的学校接受普通教育。该校的著名校友包括詹姆斯·麦迪逊和加罗林的约翰·泰勒。同时，他也在家里接受辅导，这是这一时期弗吉尼亚种植园主的孩子的惯例。当时没有公共教育。他的祖父向他传授了测量相关的知识。
1771年，19岁的克拉克离家前往弗吉尼亚西部（今西弗吉尼亚州），开始了他的第一次测量之旅。1772年，他第一次从流经匹兹堡的俄亥俄河进入肯塔基，并在接下来的两年里考察了卡诺瓦河流域，同时了解了该地区的自然历史和居住在那里的印第安部落的习俗。与此同时，根据1768年英国和易洛魁人签订的斯坦维克斯堡条约，成千上万的殖民者进入该地区。
1774年，克拉克加入弗吉尼亚民兵组织，并担任上尉，从而开启了他的军事生涯。随后，他准备带领一支90人的探险队沿俄亥俄河而下，这时，肖尼人和卡那瓦边境的殖民者之间爆发了冲突，并最终在邓莫尔勋爵战争中达到顶点。当时，肯塔基的大部分地区没有印第安人长期居住，只有肖尼人、切罗基人、塞尼卡人等几个印第安部落在这里进行狩猎。俄亥俄领地的一些部落与切罗基人、殖民者共同签署了一份条约，允许殖民者进入肯塔基地区，这使得未参加条约签署的部落产生了极大的不满，因为在他们看来，他们世世代代用来狩猎的地区，在未经他们的同意的情况下就被割让了。因此，他们对移居于此的殖民者抱有敌意，多次试图反抗殖民者的入侵，但都没有成功。克拉克花了几个月的时间在肯塔基地区进行勘测，并在美国独立战争前协助了肯塔基的建县工作。

## 独立战争

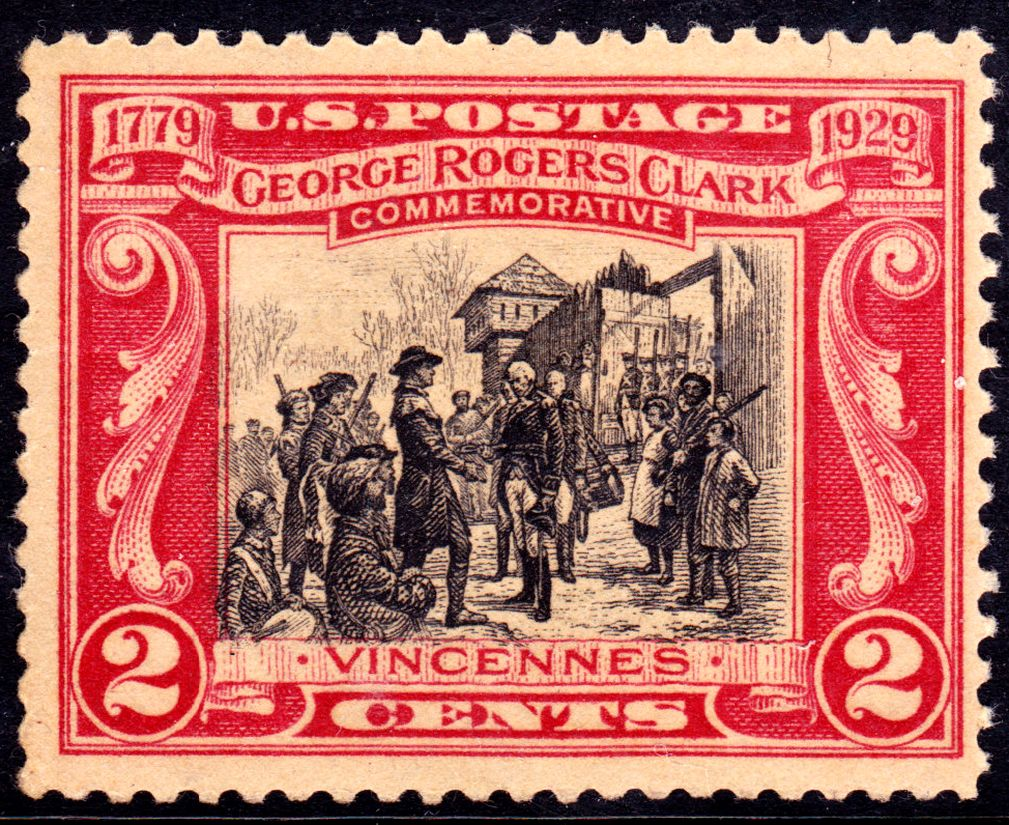
1929年由弗雷德里克·科菲·约恩设计、美国发行的邮票，再现了乔治·罗杰斯·克拉克在万塞讷战役中毫发无损地夺回了萨克维尔堡（Fort Sackville）的情景

随着美国独立战争在东海岸地区打响，肯塔基的殖民者也被卷入了有关该地区主权的争端。北卡罗来纳的法官兼土地投机商理查德·亨德森通过一项非法条约，从切罗基人手中买下了肯塔基的大部分土地。亨德森打算建立一个名为特兰西瓦尼亚的私有殖民地，但许多肯塔基殖民者不承认亨德森政权对他们的统治。1776年6月，这些殖民者推选出克拉克和约翰·加布里埃尔·琼斯，向弗吉尼亚议会递交请愿书，要求弗吉尼亚正式将肯塔基纳入其管辖范围。
克拉克和琼斯沿着荒野之路来到威廉斯堡，说服州长帕特里克·亨利建立肯塔基县。克拉克得到了500磅（230千克）火药，用于帮助保卫县境内的定居点，并被任命为肯塔基县民兵少校。尽管当时他只有24岁，但比他年长的殖民者，如丹尼尔·布恩、本杰明·洛根和伦纳德·赫尔姆，都视他为领袖。

### 伊利诺伊战役
1777年，独立战争的炮火蔓延到肯塔基。英国殖民当局副总督亨利·汉密尔顿武装了当地的印第安人，并以“收回狩猎场”来吸引他们，鼓励他们对肯塔基州的殖民者发动袭击。而此时的大陆军没有余力去向西北进攻或保卫肯塔基，因此只能完全由当地殖民者承担保卫工作。作为肯塔基县民兵的领袖，克拉克花了几个月的时间来保卫县境内的定居点，抵御印第安人的突袭，同时制定了对英军进行打击的计划。他的战略包括占领俄亥俄河以北的英国前哨站点，以极大削弱英国在印第安人当中的影响力。
1777年12月，克拉克向弗吉尼亚州州长帕特里克·亨利提交了他的计划，并请求允许他带领一支秘密远征队，以夺取伊利诺伊地区卡斯卡斯基亚、卡霍基亚和万塞讷等地由英国控制的村庄。亨利任命他为弗吉尼亚民兵的中校，并授权他为远征招募军队。克拉克和他的军官们从宾夕法尼亚、弗吉尼亚、北卡罗来纳等州招募了一些志愿者。1778年2月1日，克拉克抵达位于皮特堡以南莫农加希拉河沿岸的雷石东，在那里停留了一段时间，为接下来几个月的远征做准备。士兵们在雷石东集结，随后于5月12日出发，乘船沿莫农加希拉河向皮特堡进发，运送补给品，然后沿俄亥俄河向亨利堡前进，最后到达位于卡那瓦河口的伦道夫堡。他们在六月初到达俄亥俄瀑布。在那里，他们沿着俄亥俄河花了大约一个月的时间来准备他们的秘密任务。
1778年7月，克拉克率领大约175人的弗吉尼亚州军队伊利诺伊军团，在马萨克堡渡过俄亥俄河，向卡斯卡斯基亚进军。7月4日晚上，他们一枪未发，就占领了那里。第二天，约瑟夫·鲍曼上尉和他的连队以同样的方式攻占了卡霍基亚。8月，万塞讷的守军向克拉克投降。英国试图得到当地人民的支持，但未能实现。随后，其他几个村庄和英军驻扎的堡垒也被占领。为了抵抗克拉克的进攻，汉密尔顿在1778年12月派遣一支小部队，重新夺取了萨克维尔堡。
在向底特律堡发起进军之前，弗吉尼亚州立法机构对他的拨款已经耗尽。面对缺少资金的窘境，克拉克运用自己的资源，并向朋友们借钱，以继续他的计划。他一方面召回了一些士兵，另一方面招募更多的人，以充实他的部队。汉密尔顿想要等到春天再重夺卡斯卡斯基亚和卡霍基亚的要塞，但克拉克已经计划好对萨克维尔堡发动另一次突袭。1779年2月6日，他带领大约170人离开卡斯卡斯基亚，开始了一段艰苦的跋涉，一路克服了融雪、坚冰、冻雨等种种困难，最终于2月23日抵达万塞讷，对萨克维尔堡发动了突然袭击。两天后，汉密尔顿被迫放弃堡垒，并在撤离过程中被俘。这次冬季远征是克拉克一生中最为重要的军事成就，也为他成为美国建国早期的军事英雄奠定了基础。
克拉克取得胜利的消息传到了乔治·华盛顿那里，华盛顿为他的胜利大加庆祝，同时，这场胜利也被用来加强与法国的军事同盟关系。华盛顿认识到，克拉克的成就是在未能获得正规军支持的情况下取得的。弗吉尼亚州政府也顺着克拉克远征的东风，建立“伊利诺伊县”，以宣称自己对西北领地的所有权。

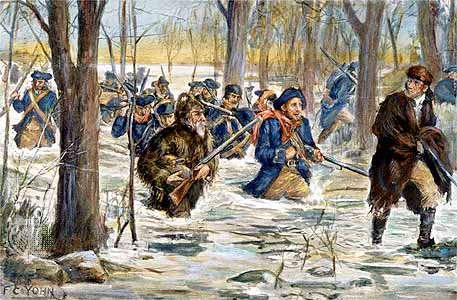
克拉克进军万塞讷是他的军事生涯中最著名的事件。图为弗雷德里克·科菲·约恩基于该历史事件创作的插画。

### 战争后期
独立战争期间，克拉克的最终目标是夺取英军控制的底特律要塞，但他从来没有招募到足够的兵力，也没能获得足够的弹药。同时，肯塔基的民兵通常更愿意保卫自己的家乡，呆在离家更近的地方，而不是去参加漫长而有潜在危险的远征。因此，克拉克回到俄亥俄瀑布，继续保卫俄亥俄河谷，直到战争结束。
1780年6月，一支由英国人和来自底特律地区的肖尼人、特拉华人和怀安多特人等印第安人组成的混合部队入侵肯塔基州。他们占领了两个设防的定居点，并俘虏了数百名囚犯。然而，1780年8月，克拉克率领的部队在肖尼人居住的皮夸村取得了胜利。后来，人们在俄亥俄州斯普林菲尔德附近修建了乔治·罗杰斯·克拉克公园，以纪念这场胜利。
1781年，弗吉尼亚州州长托马斯·杰斐逊授予克拉克准将军衔，并让他指挥肯塔基和伊利诺伊的所有民兵。随后，克拉克准备带领另一支远征队对抗在底特律的英军和他们的盟友。华盛顿调来了一小群正规军协助克拉克的行动，但他们还没跟上克拉克，就在1781年8月遭遇惨败。这标志着西部战役的结束。
1782年8月，另一支英国-印第安人联合部队在蓝舔战役中击败肯塔基民兵。克拉克是肯塔基民兵组织的高级军官，但没有参加战斗，因此他在弗吉尼亚州议会上受到了严厉的批评。作为对外界指责的回应，1782年11月，克拉克带领另一支探险队进入俄亥俄，摧毁了大迈阿密河沿岸的几个印第安人村庄，包括位于今俄亥俄州迈阿密县的皮夸村。这是独立战争中最后一次大规模的远征。
克拉克在独立战争期间的活动的重要性一直是历史学家争论的话题。早在1779年，乔治·梅森就称克拉克为“西北的征服者”。由于英国在《巴黎条约》中将整个西北领地割让给美国，包括威廉·海登·英格利希在内的一些历史学家认为，克拉克在战争期间夺取了伊利诺伊地区的控制权，使美国的国土面积增加了近一倍。克拉克在伊利诺伊的活动，尤其是奇袭万塞讷，受到了极大的赞扬和浪漫化。
近年来，洛厄尔·哈里森（Lowell Harrison）等历史学家淡化了克拉克的活动在和平谈判和战争结果中的重要性，认为克拉克的“征服”只不过是暂时占领了一些领土。尽管伊利诺伊战役经常被美国人描述为“鬥严寒”，但詹姆斯·菲舍尔指出，夺取卡斯卡斯基亚和万塞讷可能并不像之前认为的那么困难。事实证明，卡斯卡斯基亚是一个较为容易的目标；1777年6月，克拉克派了两名间谍到那里，这两名间谍回复说，“那里没有士兵”。
克拉克的部队也很容易地占领了万塞讷和萨克维尔堡。在1778年他们到达之前，克拉克曾派伦纳德·赫尔姆到万塞讷收集情报。此外，当地神父皮埃尔·吉博特帮助说服该镇居民站在美国一边。1779年，在克拉克和他的部下出发重新夺回万塞讷之前，弗朗切斯科·维戈向克拉克提供了关于这个城镇、周边地区和堡垒的更多信息。通过一系列的情报搜集工作，克拉克已经了解了这个堡垒的军事实力、恶劣的位置以及破败不堪的状况。克拉克的出其不意的进攻策略和强大的情报系统，对使得汉密尔顿和他的部下在不知情、易受攻击的情况下被俘虏至关重要。

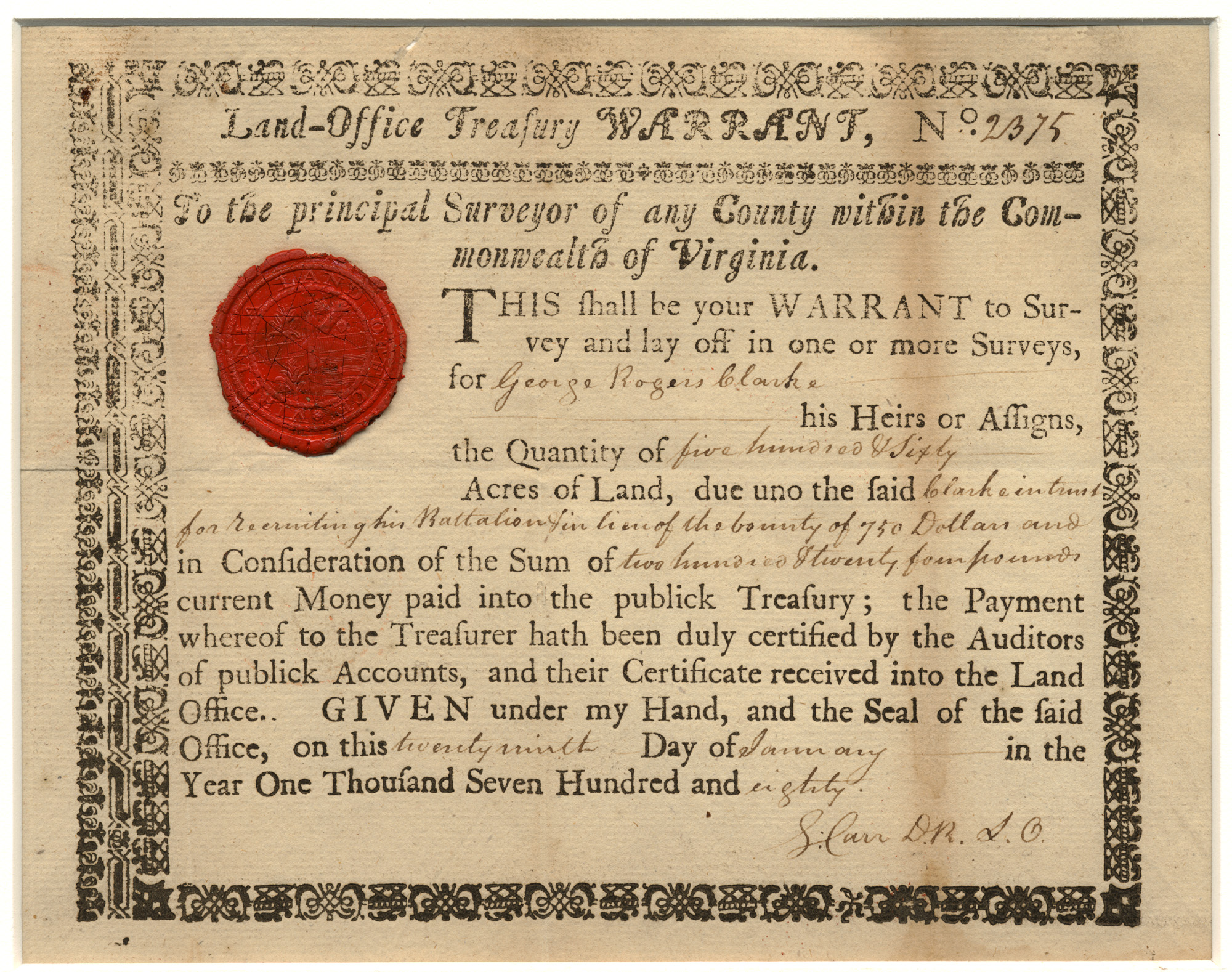
1780年1月，因为克拉克在独立战争中组建了一支部队参战，弗吉尼亚地政局授予他560英亩土地。图为克拉克的土地所有权证。

## 战后岁月
克拉克在伊利诺伊取得胜利后，移民持续涌入肯塔基，并开始开发俄亥俄河以北的土地。1783年12月17日，克拉克被任命为邦蒂地（Bounty Lands）首席测量师。1784年至1788年，克拉克担任弗吉尼亚退伍军人监督测量师，负责测量因他们的服役经历而被授予的土地。这个职位给克拉克带来了一点收入，但他很少把时间花在工作上。
1785年和1786年，克拉克相继协助达成了《麦金托什堡条约》和《芬尼堡条约》，但印第安人和欧洲裔定居者之间的暴力冲突仍然持续升级。根据1790年美国政府的一份报告，自独立战争结束以来，有1500名肯塔基定居者在印第安人的袭击中丧生。为了终结这种袭击，克拉克在1786年带领一支1200人的部队，对沃巴什河沿岸的印第安人村庄发起了进攻。这场行动是西北印第安战争的第一次行动，但最终未能取得胜利。由于物资短缺，大约300名民兵叛变，因此克拉克不得不撤退，但在此之前，他与当地部落达成了停火协议。然而，詹姆斯·威尔金森等人散布流言，称克拉克在军队中经常喝醉。克拉克得知这些指控后，要求进行正式调查，但弗吉尼亚州州长拒绝了他的要求，弗吉尼亚州议会也谴责了他的行为。流言的传播使得克拉克的名誉受损，从此他再也没有带兵作战。克拉克离开肯塔基，越过俄亥俄河，来到印第安纳边境，在今印第安纳州克拉克斯维尔附近定居下来。

### 定居印第安纳
在克拉克的军事生涯结束后，尤其是1787年以后，他的大部分时间都在和经济困难作斗争。克拉克的大部分军事行动都是用借款进行的。当债权人开始要求他偿还债务时，克拉克无法从弗吉尼亚州或美国国会获得报销。由于战争期间边境上缺乏计划的记录，弗吉尼亚州政府拒绝为克拉克偿还债务，声称克拉克的收据是“伪造的”。
作为对战时服役的补偿，弗吉尼亚政府赠予克拉克15万英亩（610平方公里）的土地。这片土地位于今天的印第安纳州南部，被称为克拉克格兰特。与克拉克并肩作战的士兵也得到了小一些的土地。克拉克格兰特和他的其他财产使克拉克拥有包括今天的印第安纳州克拉克县，以及与之毗邻的弗洛伊德县和斯科特县的部分土地的所有权。尽管克拉克因服兵役和参与土地投机而拥有数万英亩土地，但他缺乏用于开发土地的资源。他的回忆录大约在1791年撰写完成，但在他的有生之年没有出版。尽管自传中有一些不实之处，但这部作品包含了克拉克对自己人生中一些重大事件的看法。一些历史学家认为，克拉克写回忆录是为了挽回自己受损的声誉，并记录下他在独立战争期间的贡献。

### 与法国的往来
克拉克退役后，前景越发黯淡，生活也开始陷入困难。因此，1793年2月2日，他开始接触时任法国驻美大使埃德蒙·查尔斯·热内，并为他办理事务，希望借此赚到钱，来维持他的财产。当时，控制路易斯安那地区的西班牙人拒绝让美国人在密西西比河自由航行，而密西西比河又是当时美国西部人民进行长途贸易的唯一通道，这使得他们非常愤怒。华盛顿政府对西部事务也反应迟钝。
热内任命克拉克为“法军少将和密西西比法国革命军团总司令”。随后，克拉克开始组织一场夺取新马德里、圣路易、纳奇兹和新奥尔良的战役，并得到了本杰明·洛根和约翰·蒙哥马利等昔日战友的帮助。同时，肯塔基州州长艾萨克·谢尔比也暗中支持他。克拉克自己则花了4,680美元（相当于2020年的71,365美元）来购买用品。
然而，1794年初，华盛顿发布《中立性宣言》，禁止美国人实施任何威胁美国的中立性的行动，并威胁要派遣安东尼·韦恩将军到马萨克堡，以阻止远征。法国政府召回了热内，并取消了他授予美国人的对西班牙战争的任务。克拉克的计划自此宣告失败，雪上加霜的是，他无法说服法国人偿还费用。独立战争结束时，克拉克的声誉已经因为早期的指控而染上污点，而这些外国阴谋又使得他的声誉进一步受损。

### 债台高筑
晚年的克拉克，负债不断增加，导致他所持有的土地开始被没收。因此，克拉克将他的大部分土地转让给了朋友或者家人，使得他的债权人不能没收土地。然而，债权人和他们的受让人还是剥夺了这位老兵名下几乎所有的财产，这位西北领地曾经最大的土地所有者，只剩下了克拉克斯维尔的一小块土地。1803年，克拉克建造了一间能够俯瞰俄亥俄瀑布的小屋，此后，他一直住在那里，直到1809年健康恶化。他还拥有一个小磨坊和两名奴隶。
克拉克对美国西部的了解，使他成为这一地区自然历史方面的专家。多年来，他欢迎旅行者，包括那些对自然历史感兴趣的人，来到他的家。克拉克向约翰·波普和约翰·詹姆斯·奥杜邦提供了该地区植物和动物生活的细节，并在他们前往太平洋西北地区探险之前招待了他的弟弟威廉以及梅里韦瑟·刘易斯。克拉克还向艾伦·鲍伊·马格鲁德提供了关于俄亥俄河谷的印第安人部落的信息，并向约翰·P·坎贝尔提供了与築丘人有关的考古证据。
除了艰辛的生活以外，晚年的克拉克还在继续与困扰他多年的酗酒作斗争。他还对弗吉尼亚州政府对他的不公待遇耿耿于怀，并将他的经济困境归结于此。
1805年，印第安纳领地特许印第安纳运河公司在俄亥俄瀑布附近修建运河，克拉克被任命为运河董事会成员。他加入运河测量队，协助确定运河的路线。然而，第二年，运河还没开工，公司就宣告倒闭，包括副总统阿龙·伯尔在内的两名董事会成员则因叛国罪被捕。该公司120万美元（相当于2020年的2,074万美元）的投资中，有很大一部分从此下落不明，至今未能找到。

### 返回肯塔基州

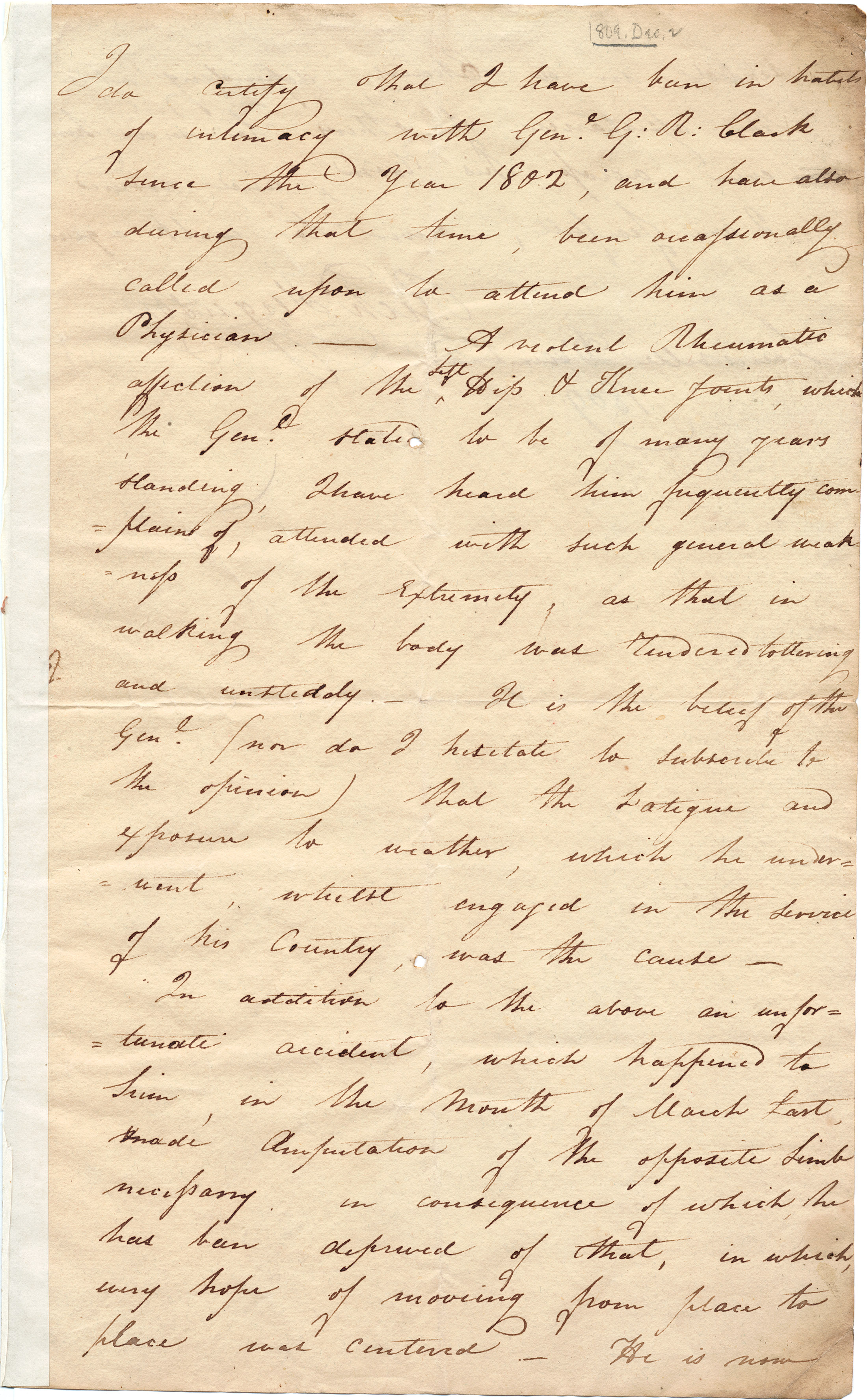
1809年12月，克拉克的医生在一份报告中提到了克拉克将军的健康问题，医生认为这是由于他在战时服役期间的恶劣条件造成的。

在克拉克生命的最后几年里，酗酒和恶劣的健康状况始终折磨着他。1809年，他突然中风。不久之后，他因跌入燃烧的炉火，使得右腿被烧伤，被迫截肢。从此，克拉克无法继续经营他的产业并独立生活。因此，他搬到了距离路易维尔8英里（13公里）的洛克斯特格罗夫农场，和他的家人们住在一起。
1812年，弗吉尼亚州议会发放给克拉克每年400美元的退休金，并最终授予他一把仪式性的剑，以表彰他在独立战争中的贡献。在第二次中风之后，克拉克于1818年2月13日在洛克斯特格罗夫逝世，享年65岁。

## 身后与纪念

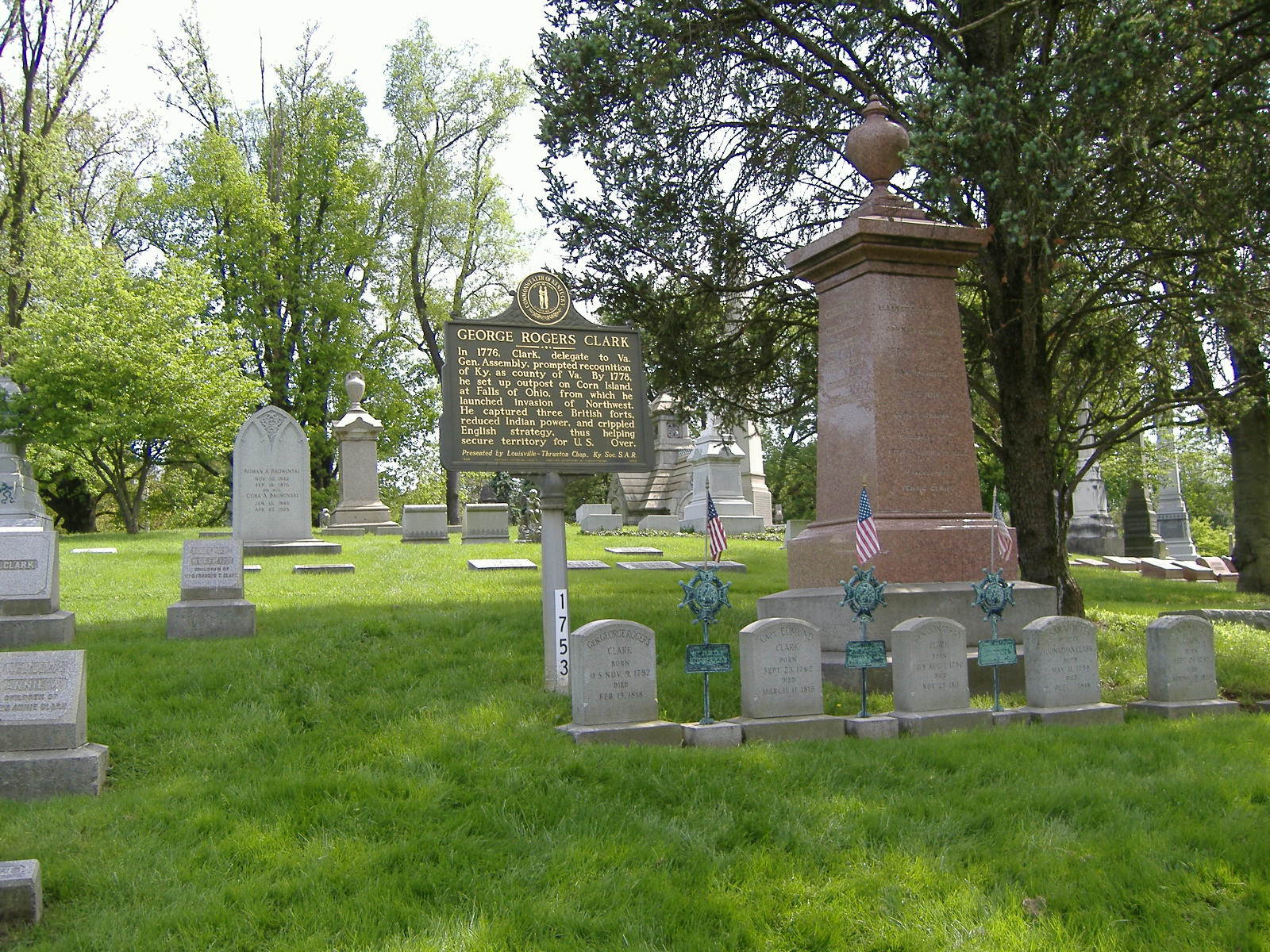
克拉克的墓地，位于路易维尔的洞穴山公墓

克拉克逝世后，起初被安葬在洛克斯特格罗夫公墓。1869年10月29日，迁葬到路易维尔的洞穴山公墓。
在克拉克的葬礼演说中，法官约翰·罗文说道：“森林里的大树已经倒下，如今小树在四周生长。”并简要地总结了克拉克在独立战争时期阿巴拉契亚地区的地位和重要性。纵观克拉克的军事生涯，其始终与俄亥俄-密西西比河谷密切相关。当时该地区是印第安人的家园，并与英国、西班牙、法国以及新生的美国的国家利益密切相关。作为弗吉尼亚州民兵的一员，在州政府的支持下，克拉克进入伊利诺伊，加强了弗吉尼亚对已在美国控制之下的该地区土地的主张的合理性。克拉克在内陆地区的服役经历也帮助他成为了“西部领导和信息（虽然不一定准确）的重要来源”。
克拉克最为人所知的身份是独立战争时期西部的战争英雄，其中最著名的事迹是在1778-79年率领远征军相继占领了卡斯卡斯基亚、卡霍基亚和万塞讷。一些历史学家认为，克拉克的军事行动，使得美国在促成《巴黎条约》的谈判中处于有利地位。
克拉克格兰特位于俄亥俄河以北，是弗吉尼亚州政府为了补偿克拉克的兵役经历而给予他的土地，包括印第安纳州克拉克县大部，以及弗洛伊德县和斯科特县的部分地区，西北领地的第一座城镇—克拉克斯维尔也位于其中。克拉克也曾任克拉克斯维尔的第一任理事会主席。然而，克拉克终究未能保留他的土地所有权。在他生命的最后阶段，他深陷贫困，身体状况恶劣，而且经常酗酒。
克拉克去世几年后，弗吉尼亚州赠予他3万美元（相当于2020年的686,206美元）的遗产，作为对欠他债务的部分偿还。此后几十年，弗吉尼亚州政府一直以这种方式偿还克拉克的债务，直至1913年。
克拉克从未结婚，也从未有过任何恋爱关系，然而，他的家人认为他曾与西属路易斯安那副总督费尔南多·德·莱巴的妹妹特雷莎·德·莱巴相爱。威斯康星州历史协会档案中的“德雷珀手稿”中有他的侄女和堂兄写的文章，证实了他们的观点，即克拉克确实有过一段失败的恋情，并为此抱憾终生。

### 后世纪念

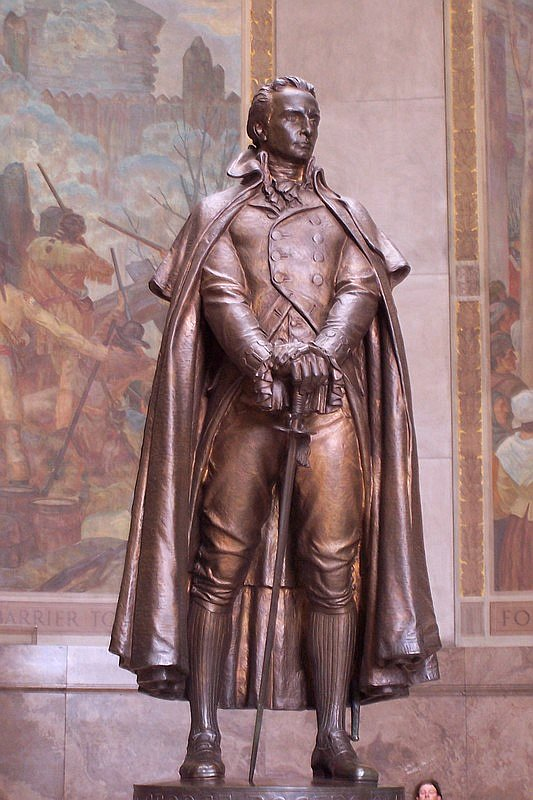
乔治·罗杰斯·克拉克纪念堂内的克拉克铜像

- 1928年5月23日，时任总统卡尔文·柯立芝下令在印第安纳州的万塞讷建立一座关于克拉克的纪念建筑，即乔治·罗杰斯·克拉克纪念堂。该纪念堂于1933年竣工，并在1936年6月14日由总统富兰克林·D·罗斯福主持落成典礼。其为罗马式建筑，坐落于萨克维尔堡的旧址上。此地后来成为乔治·罗杰斯·克拉克国家历史公园（英语：George Rogers Clark National Historical Park），并于1966年正式隶属于国家公园管理局。纪念堂内有一尊由赫蒙·阿特金斯·麦克尼尔（英语：Hermon Atkins MacNeil）雕刻、高7.5英尺（2.3米）的克拉克铜像。此外，其墙上还有七幅壁画，描绘了克拉克的著名远征。[74][75]
- 1929年2月25日，为纪念占领萨克维尔堡150周年，美國郵政署发行了一枚两美分的纪念邮票。[76]
- 1975年，印第安纳州议会指定每年2月25日为当地的乔治·罗杰斯·克拉克日。[76]
- 1979年，印第安纳州发行占领萨克维尔堡200周年纪念汽车牌照。[77]
- 印第安纳波利斯市中心的士兵与水手纪念碑（英语：Soldiers' and Sailors' Monument (Indianapolis)）附近有一尊克拉克铜像。该雕像由约翰·H·马奥尼于1895年雕刻完成。[78]
- 20世纪初，美国革命女儿会（英语：Daughters of the American Revolution）在伊利诺伊州马萨克县的马萨克堡遗址放置了一尊由雕塑家莱昂·赫曼特雕刻的克拉克塑像。[79]
- 雕塑家菲利克斯·德·韦尔登（英语：Felix de Weldon）雕刻了一尊克拉克雕像，其现位于肯塔基州路易维尔的滨河广场（英语：Riverfront Plaza/Belvedere）。[80]
- 查尔斯·凯克（英语：Charles Keck）雕刻了一尊克拉克的纪念雕像，其被置于俄亥俄州斯普林菲尔德附近的皮夸战役旧址。[81]
- 1921年，弗吉尼亚大学内的纪念广场上竖立起了一座罗伯特·英格索尔·艾特肯（英语：Robert Ingersoll Aitken）雕刻的克拉克铜像（英语：George Rogers Clark Monument）。[82]2021年7月，因为该雕像被认为“对印第安人具有冒犯性”，弗吉尼亚大学决定将其移除。[83]
- 1909年，市民们在伊利诺伊州昆西密西西比河东岸的河景公园竖起了一座克拉克雕像。[84]
- 1929年4月，位于印第安纳州蒙夕的美国革命女儿会保罗·里维尔分会在弗吉尼亚州弗雷德里克斯堡的华盛顿大街为克拉克树立了纪念碑。[85]克拉克的童年是在加罗林县度过的，那里距离弗雷德里克斯堡约40英里。
- 全美共有6个县以乔治·罗杰斯·克拉克命名，分别位于伊利诺伊州[86]、印第安纳州[87]、俄亥俄州[86]、肯塔基州[88]、弗吉尼亚州[89]和威斯康星州[90]。除此之外，在田纳西州[91]、西弗吉尼亚州[92]等州，也有以他的名字命名的城市。
- 位于肯塔基州路易维尔、横跨俄亥俄河的乔治·罗杰斯·克拉克纪念大桥（英语：George Rogers Clark Memorial Bridge）于1929年通车。31号国道经过该桥。[93]
- 1979年，印第安纳州美国革命两百周年纪念委员会和印第安纳州高速公路委员会竖立了大约600个标志，用来标记克拉克和他的士兵在独立战争期间曾用过的经由今天的印第安纳州的路线。[94]
- 芝加哥的克拉克街（英语：Clark Street (Chicago)）也以乔治·罗杰斯·克拉克的名字命名。[95]

## 延伸阅读
- Alberts, Robert C. . Washington, D. C.: National Park Service, U. S. Department of the Interior. 1975. OCLC 2020739.
- Bakeless, John. . Lincoln: University of Nebraska Press: Bison Book. 1992 [1957]. ISBN 0-8032-6105-5.
- Bodley, Temple. . Boston: Houghton Mifflin Company. 1926.
- Butterfield, Consul Willshire. . Columbus, Ohio: Heer. 1904.
- Carstens, Kenneth C.; Carstens, Nancy Son (编). . Westport, Connecticut: Praeger. 2004. ISBN 0-313-32217-1.
- Nester, William R. . Norman, Oklahoma: University of Oklahoma Press. 2012. ISBN 978-0-8061-4294-4.
- Seineke, Kathrine Wagner. . New York: Polyanthos. 1981.
- Sheehan, Bernard W. . Indiana Magazine of History (Bloomington: Indiana University). March 1983, 79 (1): 1–28  [2016-09-22]. （原始内容存档于2016-10-18）.
- Thruston, R. C. Ballard. . Filson Club History Quarterly. October 1936, 10 (4)  [2011-11-29]. （原始内容存档于2012-04-25）.
- Thruston, R. C. Ballard. . Filson Club History Quarterly. January 1935, 9 (1)  [2011-11-29]. （原始内容存档于2012-04-25）.